# آنتونیاک
آنتونیاک (به فرانسوی: Antugnac) یک کمون در فرانسه است که در canton of Couiza واقع شده‌است. آنتونیاک ۹٫۴۹ کیلومتر مربع مساحت دارد ۲۶۵ متر بالاتر از سطح دریا واقع شده‌است.